# 풍력 발전

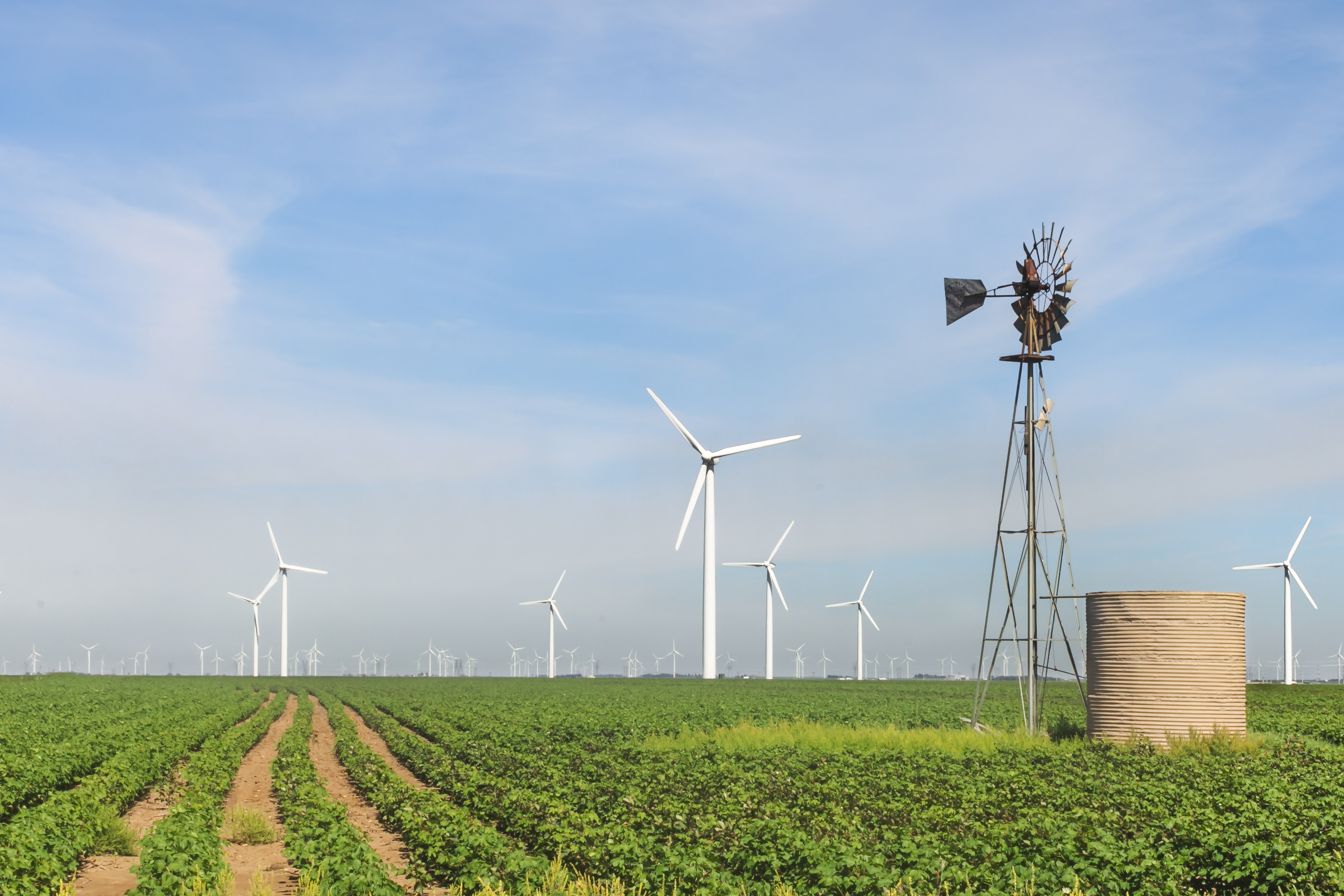
미국 텍사스주의 풍력발전 단지

풍력 발전(風力發電)은 풍력 터빈을 이용해서 바람의 운동 에너지(풍력)를 역학적 에너지로 바꾸었다가 이를 전기 에너지로 변환하는 시스템이다. 오늘날 풍력은 수많은 국가에서 상대적으로 값이 싼 재생 가능 에너지원을 제공하며 탄소가 거의 없는 전기를 생산한다.

## 개요
풍력은 풍부하고 재생가능하고 깨끗하며 온실 효과를 유발하지 않기 때문에 기존의 화석 연료를 대체하는 매력적인 에너지원으로 각광받고 있다. 그러나 풍력 발전단지 자체는 시각, 청각적인 거부감과 기타 다른 환경에 미치는 영향 때문에 항상 환영 받지는 못하고 있다. 하지만, 기술적인 어려움과 높은 비용에도 불구하고 해상풍력발전이 점차 인기를 끌고 있다.

## 현황
2008년 말을 기준으로 전 세계적으로 풍력 발전을 통해 총 121.2GW의 전력이 생산되었다. 이는 전체 전력 생산의 1.5%를 차지하는 양인데, 풍력 발전을 통한 전력 생산 비율은 매우 빠른 속도로 증가하고 있다. 2005년에서 2008년 사이의 3년간 풍력 발전을 통한 전력 생산량은 2배가 증가했다. 몇몇 국가에서는 풍력 발전을 통한 전기 생산 비율이 상대적으로 높은데, 2008년 기준으로 덴마크에서는 19%의 전력을 풍력 발전을 통해 생산하고 있고, 스페인과 포르투갈은 11%, 독일과 아일랜드는 7%의 전력을 풍력 발전을 이용해서 생산하고 있다. 2009년 5월 기준으로 총 80개 국가에서 상업적으로 풍력을 이용해서 전력을 생산하고 있다.
2022년 기준, 풍력발전율은 세계에서 생산되는 에너지의 비율 중에서 7.28%를 차지한다. 국내에서는 제주특별자치도와 포항 등에서 시행중이며 덴마크는 풍력발전을 많이 하는 나라로 유명하다.

국가별 풍력 발전
지역별 풍력 발전
방식별 발전 용량

## 종류
다리우스형
1920년 프랑스에서 개발된 다리우스 풍력터빈은 바람에 의해 안과 밖으로 회전하는 수직 회전블레이드 구조이다. 수평축 터빈보다 높은 효율로 작동할 수 있으며, 구조가 단순하고 바람의 방향에 영향을 받지 않는다는 장점이 있다.
사보니우스형
1922년 핀란드에서 개발된 사보니우스 터빈은 구조적으로 가장 단순한 풍력터빈 중의 하나이다. 반원통의 날개를 마주보게 하여 구동하는 구조로서 위에서 보면 단면이 "S"자 모양을 가지고 있다. 비교적 천천히 회전하지만 큰 회전력을 갖고 있어 에너지 추출 효율보다 풍속계처럼 설치비용 및 내구성이 중요시되는 곳에 적용된다.
자이로밀형
자이로밀형 터빈은 수직으로 붙여진 대칭형 블레이드가 바람방향에 따라 자동적으로 최적의 반각 영각을 얻는 구조의 풍력발전이다. 쉬운 설계 및 설치가 가능하지만, 다리우스 풍력터빈에 비해 효율이 낮고 더 높은 풍속조건이 요구되는 단점이 있다.
헬리컬형
미국에서 수력터빈용으로 개발된 헬리컬 터빈은 다리우스 터빈의 진보된 형식이다. 두개의 날개가 나선형으로 올라가는 구조로 모든 위치에서 제어가 가능하고 다리우스 터빈에 비해 소음, 진동의 특성이 개선되었지만, 아직 발전용으로 보급되지는 못하고 있다.

## 역사
인류는 약 5천 5백 년 전부터 돛단배와 함선을 만들어 배를 추진시키는 데 풍력을 사용했고, 고대부터 건축가들은 건물에서 바람을 이용한 자연환기장치를 이용해왔다. 기원 후 7세기 무렵부터 풍차를 이용해 물을 끌어올려서 관개농업에 사용하고, 곡식을 제분하는 데 사용했다. 지금도 네덜란드 같은 곳을 가면 풍차를 볼 수 있다.

## 발전

풍력, 태양광, 기타 재생 발전으로 얻은 에너지는 전기 배터리나 고지대 저수지와 같은 장치에 저장할 수 있는 위치 에너지로 변환된다. 저장된 위치 에너지는 나중에 전기로 변환되어 원래 에너지원을 사용할 수 없더라도 전력망에 추가된다.

풍력 발전 단지는 같은 위치에 있는 풍력 터빈들의 집합으로, 보통 넓은 지역에 분산된 수백 개의 개별 풍력 터빈으로 구성된다. 육상 외에 해상에 위치할 수도 있다. 거의 모든 대형 풍력 터빈은 동일한 설계를 따르는데, 기본적으로 3개의 날개가 있는 상풍 로터가 높은 관형 타워 꼭대기의 나셀에 부착된 수평축 풍력 터빈의 형태이다.
해상풍력 발전은 넓은 수역, 특히 바다에 설치하는 풍력 발전 단지이다. 이러한 설비는 더 빈번하고 강력한 바람을 활용할 수 있으며, 육상풍력 발전보다 경관에 미치는 시각적 영향이 적다는 장점을 가지고 있다. 하지만 건설·유지·보수 비용이 높다는 단점이 존재한다.
대개 재래식 수력 발전은 풍력 발전을 매우 잘 보완한다. 바람이 강하게 불면 인근 수력 발전소의 전력을 일시적으로 차단할 수 있으며, 반대로 바람이 약해지면 발전 용량이 있을 시 전력 생산량을 빠르게 늘려 전력을 보충할 수 있다. 이를 통해 매우 균일한 전력 공급이 가능하며, 에너지 손실이 거의 없고 물 사용량도 줄어드는 효과가 있다. 또는 적절한 수위가 확보되지 않는 경우, 양수 수력 발전이나 압축 공기 에너지 저장, 열 에너지 저장과 같은 다른 형태의 계통 에너지 저장 방식을 통해 강풍 기간에 생성된 에너지를 저장하고 필요할 때 방출할 수 있다.

## 구조
1. 기초
2. 전력변화장치
3. 타워
4. 접근 사다리
5. 동력 전달축
6. 너셀
7. 발전기
8. 풍향·풍속계
9. 브레이크 장치
10. 증속기
11. 블레이드
12. 로터축
13. 로터 허브

풍력 터빈은 바람의 운동 에너지를 전력으로 변환하는 장치이다. 천 년이 넘는 풍차 발전 역사와 현대 공학의 산물인 오늘날의 풍력 터빈은 다양한 수평축 및 수직축 유형으로 제조된다. 가장 작은 터빈은 보조 전력용 배터리 충전과 같은 용도로 사용되기도 한다. 약간 더 큰 터빈은 가정용 전력 공급에 기여하는 동시에, 미사용 전력을 전력망을 통해 전력 공급업체에 판매할 수 있다. 풍력 발전 단지로 알려진 대형 터빈 배열은 점점 더 중요한 재생 에너지원으로 자리 잡고 있으며, 많은 국가에서 화석 연료 의존도를 줄이기 위한 전략의 일환으로 활용된다.
1919년, 독일 물리학자 알베르트 베츠는 가상의 이상적인 풍력 에너지 추출 기계에 대해 질량과 에너지 보존의 기본 법칙에 따라 풍력 운동 에너지의 16/27(59%)만 포집할 수 있음을 보였다.
풍력 터빈의 공기역학은 단순하지 않다. 블레이드에서의 공기 흐름은 터빈에서 멀리 떨어진 곳의 공기 흐름과 다르다. 공기에서 에너지를 추출하는 방식 자체가 터빈에 의해 공기가 휘어지는 원인이 되기도 한다. 이는 하류에 있는 물체나 다른 터빈에 영향을 미치는데, 이를 '후류 효과'(wake effect)라고 하며, 로터 표면에서 풍력 터빈의 공기역학은 다른 공기역학 분야에서는 보기 드문 현상을 보인다. 풍력 터빈 블레이드의 모양과 크기는 바람에서 에너지를 효율적으로 추출하는 데 필요한 공기역학적 성능과 블레이드에 가해지는 힘을 견디는 데 필요한 강도에 의해 결정된다. 날개의 공기역학적 설계 외에도 완전한 풍력 발전 시스템의 설계는 설비의 로터 허브, 나셀, 타워 구조, 발전기, 제어 장치 및 기초의 설계를 포함한다.

## 문제점과 대안
풍력에너지의 생산이 불규칙하기 때문에 바람이 없는 시기에 전력을 충당하기 위해서는 전통적 발전소를 가동해야 한다. 그러나 덴마크처럼 풍력발전 시설이 잘 갖춰진 곳의 사례를 살펴보면 전력 생산에서 풍력의 비중이 20%에 달하기 전까지는 치명적인 문제가 되진 않는다. 또하나의 문제점은 소음문제이다. 하지만 발전소에서 300m 떨어진 곳의 소음은 45dB(데시벨)로 일반 사무실의 주변소음과 비슷한 수준이다. 주거시설은 통상 규정에 따라 풍력발전소에서 반경 500m 이상 떨어진 곳에 짓기 때문에 결국 소음은 상대적인 문제라고 볼 수 있다.

## 같이 보기
- 대체에너지
- 대한민국의 풍력 발전
- 바람
- 풍차